# Thomas Strindberg
Thomas Erik Strindberg, ursprungligen Karlsson, född 12 oktober 1970 i Spånga församling, Stockholms län, är en svensk journalist och webbentreprenör. 

## Biografi
Strindberg var i mitten av 1990-talet journalist på datatidningsförlaget IDG där han startade tidningen Internetworld. Åren 1997-2000 verkade han på kvällstidningen Expressen där han startade tidningens nyhetssajt.
Under 2000-talet arbetade Strindberg på TV4 där han startade, och därefter var chefredaktör för, spel- och underhållningssajterna Blip.se och Blipville.se , som vid den tiden var TV4:s största och mest uppmärksammade internettjänster.. Under en period verkade han även som chefredaktör för Hockeykanalen.
Från 2011 har Strindberg jobbat på SVT där han bland annat var med och startade SVT Flow, SVT Edit och SVTs VR-sändningar. Han var också med och startade SVTs tjänst för interaktiv TV, Duo. 
2015 började Strindberg jobba med Melodifestivalen där han var röstningsansvarig och startade arbetet med röstningsappen Melodifestivalen. Numera jobbar Strindberg som exekutiv producent.